# هارون سولومون
هارون سولومون (بالإنجليزية: Aaron Solomon)‏ هو شخصية أعمال أمريكي، (و. القرن 18  م).